# Jean-Claude Jorand
Jean-Claude Jorand, né le 22 août 1939 à Taillefontaine et mort le 11 mars 2022 à Jossigny, est un trompettiste classique français.

## Biographie
Originaire de l'Aisne, Jean-Claude Jorand commence, à l'âge de 9 ans, l'étude du solfège et de l'instrument. Son professeur, André Potvin, lui apprend l'essentiel de la technique instrumentale et l'engage dans son Harmonie Municipale. Il entre ensuite à l'Ecole Nationale de Musique de Valenciennes où il obtient les premiers prix de cornet et de trompette. Il poursuit brillamment ses études au Conservatoire national supérieur de musique et de danse de Paris, dans la classe de Raymond Sabarich, et obtient le Premier Prix de Trompette. Puis, il remporte un 3e Prix au Concours international d'exécution musicale de Genève.
Admis à la Musique de la Sûreté Nationale, puis au prestigieux Orchestre de la Garde républicaine, avec ce dernier il participe aux tournées en Russie, au Canada, aux États-Unis, au Japon, etc. Il se produit en soliste avec diverses formations orchestrales : Orchestre de Chambre de Paris, avec lequel il est enregistré au Festival de Sceaux pour Radio France, Orchestre de Paul Kuentz, Orchestre de Jean-Louis Petit, Orchestre Alexandre Stajic, etc.
Avec ces formations, il donne de nombreux concerts en France et à l'étranger. Il joue également avec des organistes : André Isoir, Pierre Pincemaille, Michelle Leclerc, Anetta Schmidt, Jeanne Baudry-Godard, Raphaël Tambyeff.
Il a enregistré plusieurs disques avec orgue, dont les récitals Vivaldi et Albinoni (Cassiopée).

## Discographie
- Trompette et Orgue avec Raphaël Tambyeff (Albinoni, Bach, Haendel, Stanley, Telemann)
- Vivaldi, la grande sonate profane et 3 grands concertos pour trompette et orgue avec Pietro Galli
- Albinoni, le célèbre Agadio et 3 grands concertos pour trompette et orgue avec Jeanne Baudry-Godard